# الحديقة السرية (مسلسل تركي)
الحديقة السرية (بالتركية: Gizli Bahçe)‏ هو مسلسل درامي تركي عرض لأول مرة في 15 أكتوبر 2024. من إنتاج تي أم سي، وإخراج رجائي كاراغوز، وتأليف إمري أوزدور و جيهان تشالسكانتورك وهزار كوزيس. بطولة مراد يلديريم وإيبرو شاهين
وكرم أوزدوغان وأزجي أيوب أوغلو.

## قصة مسلسل
نازلي، امرأة شابة وفقيرة وعزباء، تعيش مع ابنها ميمو. عندما يكتشف ديمير أكجينار، عم ميمو الثري والنافذ، أن شقيقه المتوفى لديه ابن، يقرر ملاحقة ميمو للاعتناء به. ومع معرفته بمهنة نازلي، يرفض السماح لابن أخيه بالنشوء بجوار امرأة مثلها. يبدأ ديمير حربًا شرسة للحصول على الوصاية على ميمو. ومع تطور الصراع، تكتشف نازلي أن ديمير ليس الشخص الذي يعتقده، فهي تخفي سرًا كبيرًا. بينما تتنافس نازلي وديمير من أجل الوصاية، ستكشف ألعاب عائلة أكجينار والأسرار المدفونة لسنوات، بالإضافة إلى ظلال الماضي، عن تعقيدات تجعل حربهما أكثر تعقيدًا.

## وصلات خارجية
- الحديقة السرية على موقع IMDb (الإنجليزية)
- الحديقة السرية على موقع كينوبويسك (الروسية)
- الحديقة السرية على موقع قاعدة بيانات الفيلم (الإنجليزية)